# Jacaranda

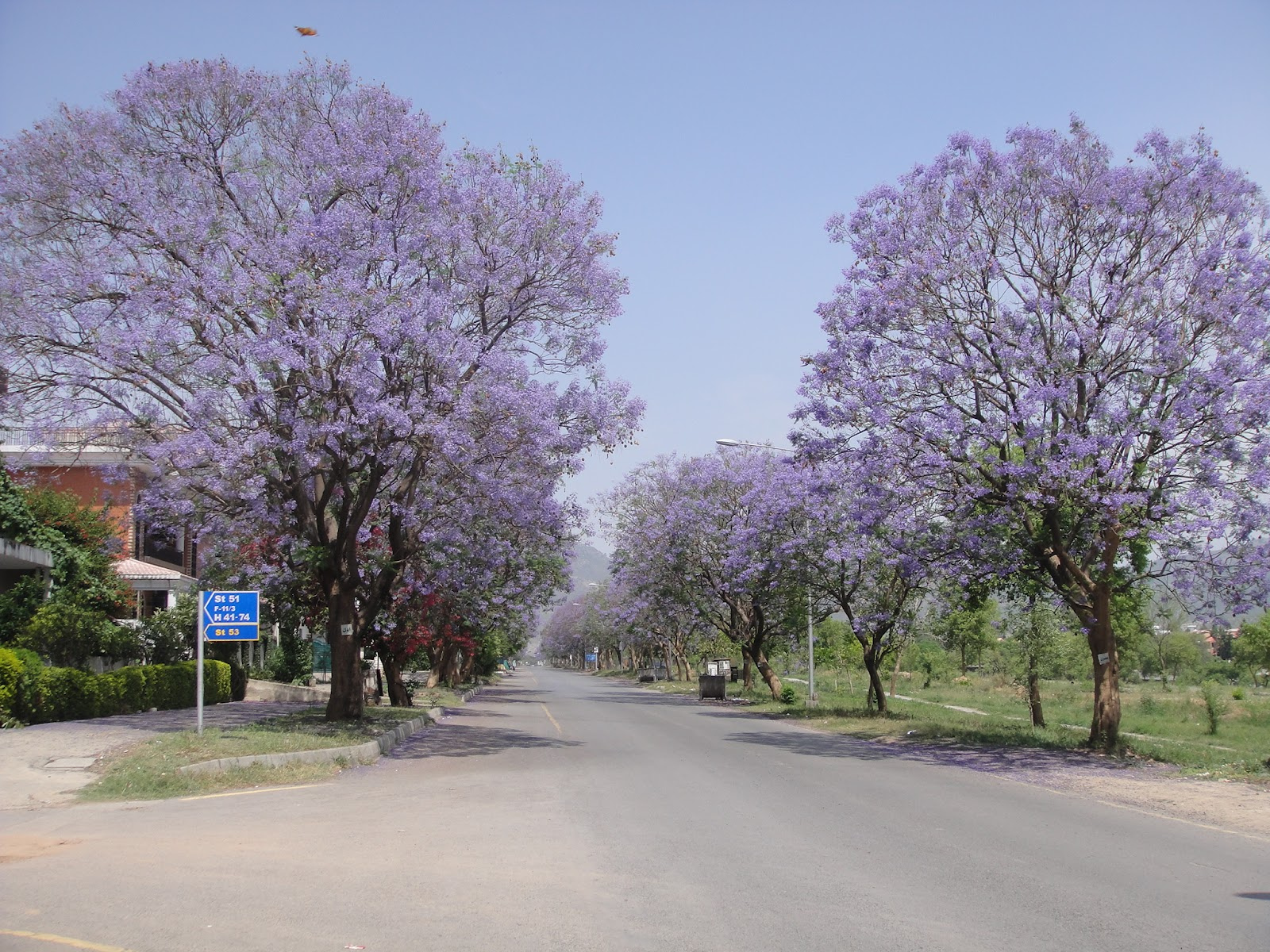
Jacarandabomen

Jacaranda is een geslacht van bloemdragende bomen uit de trompetboomfamilie. Binnen het geslacht zijn 49 soorten bomen en struiken gespecificeerd. De bomen worden zo'n 20 tot 30 meter hoog en vallen op door hun meestal paars-blauwe bloemen. Enkele soorten hebben witte bloemen. De boom komt oorspronkelijk voor in de tropische en subtropische delen van het Amerikaanse continent.
Strikt genomen is de naam "jacaranda" de naam voor een geslacht met verschillende soorten, maar in dagelijkse taalgebruik wordt met "jacaranda" veelal Jacaranda mimosifolia bedoeld, de meest bekende en verspreide soort binnen dit geslacht.